# 康慶玉

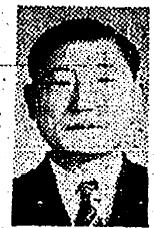
1960年ごろ

康 慶玉（カン・ギョンオク、朝鮮語: 강경옥、1907年11月11日 - 1999年3月10日）は、大韓民国の実業家、政治家。第2・3代大韓民国国会議員、第5代大韓民国参議院議員。本貫は信川康氏。
法制室長を務めた康明玉、弁護士、商工部官僚の康龍玉は弟。

## 略歴
- 済州島出身[1]
- 立命館大学法科部卒業[1]
- 三益ゴム工業会社取締役社長
- 朝鮮タイヤ工業株式会社社長
- 自由党中央党産業部次長
- 中央教育委員
- 第2代・第3代国会議員、参議員歴任
- 1999年3月10日、アメリカ合衆国メリーランド州ベセスダの療養院で死去[4]。

## 参考資料
- 《大韓民国 議政総覧》 国会議員総覧発刊委員会 1994年
- 제주의 소리